# ドンコイ通り

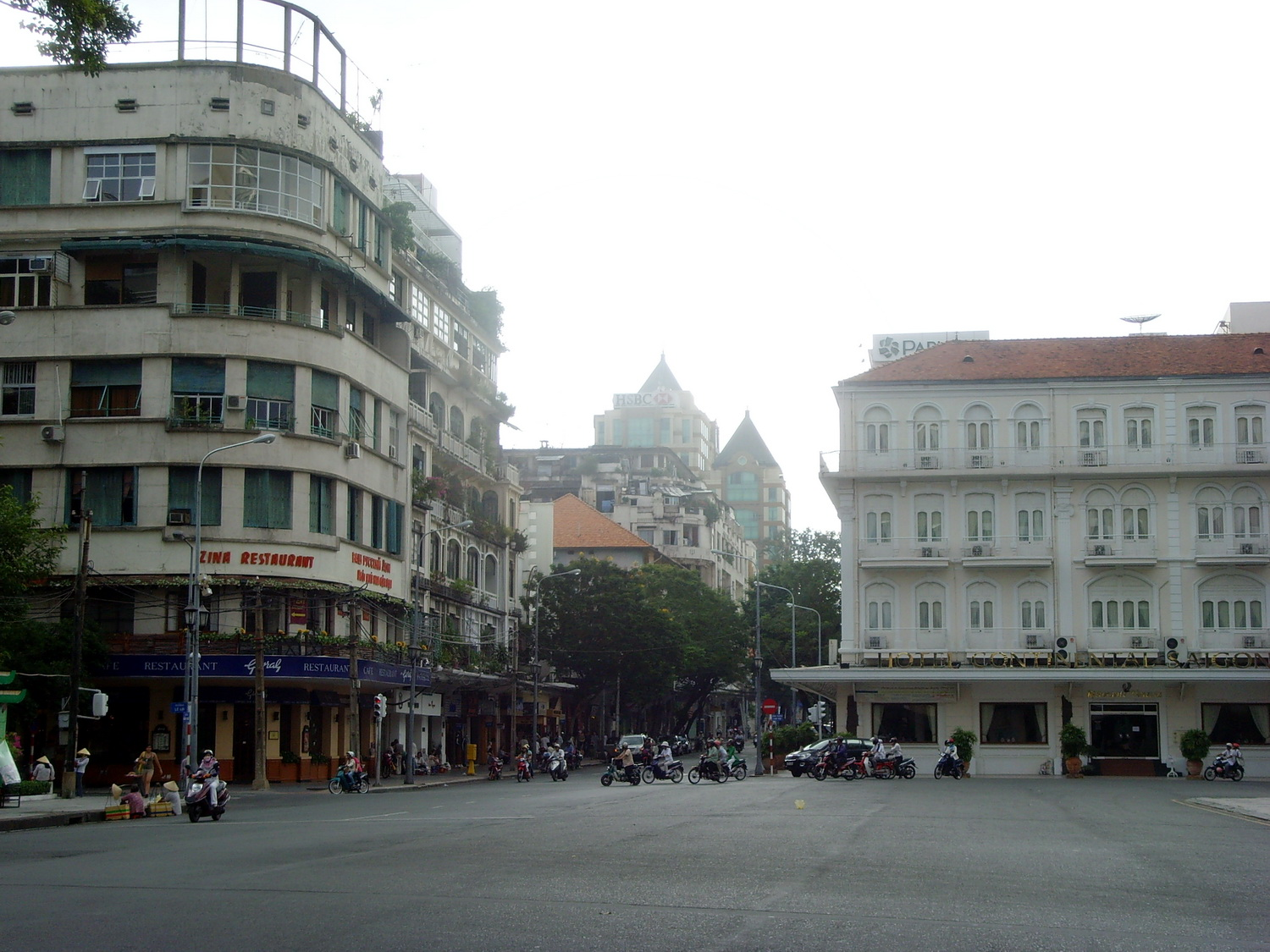

ドンコイ通り（ベトナム語：Đường Đồng Khởi / 塘同起）は、ベトナムの都市によく見られる通りの名前。ここではホーチミン市1区にある通りについて記述する。

## 概要
ホーチミン市1区の主要な通りの1つで、サイゴン大教会付近のロータリーからサイゴン川にかけて一直線に延びており、グエンフエ通りやハイバーチュン通りと並走している。ルイ・ヴィトンやグッチなどの高級ブランド品店やデパート、レストランやカフェ、雑貨店が多く、その数も徐々に増えている。
また、古くからホーチミン市の繁華街であったため、フランスの植民地時代の歴史的建造物やコロニアル様式のホテルなども多く、ベトナムの「シャンゼリゼ通り」といった扱いを受けることが多い。

## 施設・建物等

### 観光施設
- サイゴン大教会

### ホテル
- マジェスティック・ホテル
- ホテル・コンチネンタル・サイゴン
- グランドホテル
- シェラトン・サイゴンホテル&タワーズ

### 航空会社・旅行代理店支店
- 日本航空ホーチミン支店
- エールフランス航空ホーチミン支店
- JTBホーチミン支店